# Gnathoenia zonifera
Gnathoenia zonifera är en skalbaggsart som beskrevs av Edgar von Harold 1879. Gnathoenia zonifera ingår i släktet Gnathoenia och familjen långhorningar.
Artens utbredningsområde är Angola. Inga underarter finns listade i Catalogue of Life.